# Лолин
Ло́лин (укр. Лолин) — село в Выгодской поселковой общине Калушского района Ивано-Франковской области Украины.
Население по переписи 2001 года составляло 1075 человек. Занимает площадь 75,7 км². Почтовый индекс — 77560. Телефонный код — 3477.